# 동아시아 유대인
동아시아 유대인 공동체는 수 세기 동안 존재해 왔다. 대다수의 유대인이 거룩한 땅, 유럽, 아메리카에 정착했을 때조차, 일부는 동아시아로 여행하여 정착했다. 오늘날 통신과 교통의 용이성과 저렴해진 가격, 그리고 세계화의 다른 영향으로 인해 중화인민공화국, 일본 및 다른 지역의 유대인 공동체는 계속 성장하고 있다.

## 중화인민공화국
유대인 정착민은 서기 7세기 또는 8세기만큼 일찍 중화인민공화국에 기록되어 있지만, 그들은 한나라 중기 또는 심지어 기원전 231년만큼 일찍 도착했을 수도 있다. 당나라와 송나라 (서기 7세기부터 12세기)부터 청나라 (19세기)까지 비교적 고립된 공동체가 발전했으며, 카이펑 유대인은 이들 공동체 중 가장 주목할 만했다 (제한된 의미에서 "중국 유대인"이라는 용어는 종종 이들 공동체를 지칭하는 데 사용된다). 1949년 중화인민공화국 건국 당시, 토착 중국 유대인 중 자신의 종교와 문화를 유지하고 있었던 사람은 거의 없거나 전혀 알려지지 않았다. 그러나 20세기 후반과 21세기 초반에 일부 국제 유대인 단체들은 중국 유대인들이 그들의 유산을 재발견하는 것을 도왔다.
19세기와 20세기 초, 서구 상업의 영향과 함께 전 세계에서 온 유대인 이민자들이 중화인민공화국에 도착했는데, 특히 한때 영국 식민지였던 홍콩, 상하이시 (국제 조계 및 프랑스 조계), 하얼빈시 (시베리아 횡단 철도)와 같은 상업 중심지에 집중되었다. 20세기 전반에는 1917년 러시아 혁명과 유럽의 홀로코스트를 피해 수천 명의 유대인 난민이 중화인민공화국에 도착했다. 그러나 그들 중 대다수는 1949년 공산주의 정권 장악 이후 이스라엘과 여러 서방 국가로 이민을 갔다.

## 한국
한국에서의 유대인의 존재는 1950년 6.25 전쟁 발발과 함께 실질적으로 시작되었다. 이때 군목 하임 포톡을 포함한 많은 유대인 병사들이 한반도에 왔다. 오늘날 유대인 공동체는 매우 작고 수도권에 한정되어 있다. 유대교로 개종한 한국인은 거의 없었다. 그러나 조선민주주의인민공화국에서는 유대인 공동체의 존재가 여전히 알려져 있지 않다.

## 일본
일본인과 유대인 혈통의 사람들 사이의 첫 확인된 접촉은 대항해시대 (16세기)에 유럽 여행자와 상인 (주로 포르투갈인과 네덜란드인)의 도착과 함께 시작되었다. 그러나 미일 화친 조약 이후 매튜 페리 제독의 도착으로 일본의 "쇄국" 외교 정책이 끝나던 1853년까지는 유대인 가족들이 일본에 정착하기 시작하지 않았다. 최초로 기록된 유대인 정착민들은 1861년 요코하마시에 도착하여 50가족 (다양한 서구 국가 출신)으로 구성된 다양한 공동체를 설립하고 일본 최초의 시나고그를 건설했다. 1957년까지 요코하마시에는 15가족의 유대인만 남아 있었다.
제2차 세계 대전 중 일본은 추축국의 일부이자 나치 독일의 동맹국이었음에도 불구하고 홀로코스트로부터의 안전한 피난처로 여겨졌다. 제2차 세계 대전 중 폴란드에서 탈출하려던 유대인들은 소련과 지중해 근처의 봉쇄를 통과할 수 없어 중립국인 리투아니아 (1940년 6월부터 소련, 독일, 그리고 다시 소련 순으로 교전국에 점령되었다)를 통과해야 했다.
현재 도쿄도에는 수백 가구의 유대인 가족이 살고 있으며, 고베시와 요코하마시에는 소수의 유대인 가족이 살고 있다. 소수의 다른 나라 재외국민 유대인들은 사업, 연구, 갭 이어 또는 다른 다양한 목적으로 일본 전역에 임시로 거주하고 있다. 오키나와섬과 일본 전역의 다른 미군 기지에는 가끔 미군 유대인 구성원들이 복무한다.

## 같이 보기
- 카이펑 유대인
- 상하이 게토
- 고베시의 유대인 역사
- 제국 일본의 유대인 정착
- 복어 계획
- 중국의 유대인 역사
- 일본의 유대인
- 유대인 자치주
- 아시아 유대인 목록